# Arnaldo Catinari
Arnaldo Catinari (Bologna, 9 gennaio 1964) è un direttore della fotografia e regista italiano.

## Filmografia

### Direttore della fotografia
- El infierno prometido, regia di Juan Manuel Chumilla Carbajosa (1992)
- Supplì, regia di Vincenzo Verdecchi (1993)
- La vera vita di Antonio H., regia di Enzo Monteleone (1994)
- Pugili, regia di Lino Capolicchio (1994)
- Alma gitana, regia di Chus Gutierrez (1996)
- Private life, regia di Vicente Perez (1996)
- Spanish fly, regia di Daphna Kastner (1997)
- Perdona bonita pero Lucas me queria a mi, regia di D. Ayaso, F. Sabroso (1997)
- La stanza dello scirocco, regia di Maurizio Sciarra (1997)
- Girotondo, giro intorno al mondo, regia di Davide Manuli (1998)
- Insomnio, regia di Chus Gutierrez (1998)
- Casting, regia di Fernando Merinero (1998)
- Ecco fatto, regia di Gabriele Muccino (1998)
- Radiofreccia, regia di Luciano Ligabue (1998)
- Come te nessuno mai, regia di Gabriele Muccino (1999)
- Il pesce innamorato, regia di Leonardo Pieraccioni (1999)
- Una notte con Sabrina Love, regia di Alejandro Agresti (2000)
- Almost Blue, regia di Alex Infascelli (2000)
- Chiedimi se sono felice, regia di Aldo, Giovanni e Giacomo (2000)
- Luce dei miei occhi, regia di Giuseppe Piccioni (2001)
- Alla rivoluzione sulla due cavalli, regia di Maurizio Sciarra (2001)
- My name is Tanino, regia di Paolo Virzì (2002)
- La leggenda di Al, John e Jack, regia di Aldo, Giovanni e Giacomo e Massimo Venier (2002)
- Un Aldo qualunque, regia di Dario Migliardi (2002)
- Caterina va in città, regia di Paolo Virzì (2003)
- Il posto dell'anima, regia di Riccardo Milani (2003)
- Agata e la tempesta, regia di Silvio Soldini (2004)
- La vita che vorrei, regia di Giuseppe Piccioni (2004)
- Die Josef trilogie, regia di Thomas Woschitz   (2005)
- Il caimano, regia di Nanni Moretti (2006)
- H2Odio, regia di Alex Infascelli (2006)
- L'aria salata, regia di Alessandro Angelini (2006)
- Nero bifamiliare, regia di Federico Zampaglione (2007)
- Notturno bus, regia di Davide Marengo (2007)
- Parlami d'amore, regia di Silvio Muccino (2007)
- Piano, solo, regia di Riccardo Milani (2007)
- I Demoni di San Pietroburgo, regia di Giuliano Montaldo (2007)
- L'uomo che ama, regia di Maria Sole Tognazzi (2008)
- Un gioco da ragazze, regia di Matteo Rovere (2008)
- Imago Mortis, regia di Stefano Bessoni (2008)
- The Twilight Saga: New Moon, regia di Chris Weitz  (italian unit, 2009)
- Il grande sogno, regia di Michele Placido (2009)
- Alza la testa, regia di Alessandro Angelini (2009)
- The unmaking of, regia di Juan Manuel Chumilla Carbajosa (2010)
- Vallanzasca - Gli angeli del male, regia di Michele Placido (2010)
- Missione di pace, regia di Francesco Lagi (2011)
- Scialla! (Stai sereno), regia di Francesco Bruni (2011)
- L'industriale, regia di Giuliano Montaldo (2011)
- Ti amo troppo per dirtelo, regia di Marco Ponti (2012)
- Il cecchino, regia di Michele Placido (2012)
- Itaker - Vietato agli italiani, regia di Toni Trupia  (2012)
- Buongiorno papà, regia di Edoardo Leo  (2013)
- Viaggio sola, regia di Maria Sole Tognazzi (2013)
- Something Good, regia di Luca Barbareschi (2013)
- Anita B., regia di Roberto Faenza (2014)
- Una donna per amica, regia di Giovanni Veronesi (2014)
- Noi 4, regia di Francesco Bruni (2014)
- Mia madre, regia di Nanni Moretti  (2015)
- La scelta, regia di Michele Placido  (2015)
- Io e lei, regia di Maria Sole Tognazzi (2015)
- L'abbiamo fatta grossa, regia di Carlo Verdone (2016)
- 7 minuti, regia di Michele Placido (2016)[1]
- Suburra - La serie (2017)
- Benedetta follia, regia di Carlo Verdone (2018)[2]
- Piccoli crimini coniugali, regia di Alex Infascelli (2017)[3]
- Tutto quello che vuoi, regia di Francesco Bruni (2017)[4]
- Ricchi di fantasia, regia di Francesco Micciché (2018)
- Petra, regia di Maria Sole Tognazzi (2020-2022)
- Vita da Carlo, regia di Carlo Verdone e Arnaldo Catinari  (2021)

### Regia
- Dall'altra parte del mondo (1992)
- Suburra - La serie – serie TV, 6 episodi (2020)
- Vita da Carlo – serie TV, 7 episodi (2021)
- Citadel: Diana – serie TV, 6 episodi (2024)